# Овсянко Петро Федорович
Петро́ Фе́дорович Овся́нко (1917, селище Мала Вергунка, тепер у складі міста Луганська Луганської області — 15 січня 1962, місто Львів) — український радянський діяч, 1-й секретар Львівського міськкому КПУ, голова Львівського міськвиконкому. Депутат Верховної Ради УРСР 5-го скликання. Член Ревізійної Комісії КПУ в 1960 — січні 1962 року.

## Біографія
З серпня 1938 року — у Червоній армії.
Член ВКП(б) з 1939 року.
Учасник німецько-радянської війни з жовтня 1941 року. Служив начальником окремої ремонтно-відновлювальної роти 21-ї окремої танкової бригади 30-ї армії, помічником начальника відділу ремонту і експлуатації Управління автобронетанкових військ 41-ї армії Калінінського фронту, начальником відділу ремонту і експлуатації Управління командувача бронетанкових і механізованих військ Степового, 2-го Українського фронтів.
Учасник радянсько-японської війни 1945 року. Служив начальником відділу ремонту і евакуації Управління командувача бронетанкових і механізованих військ Забайкальського фронту.

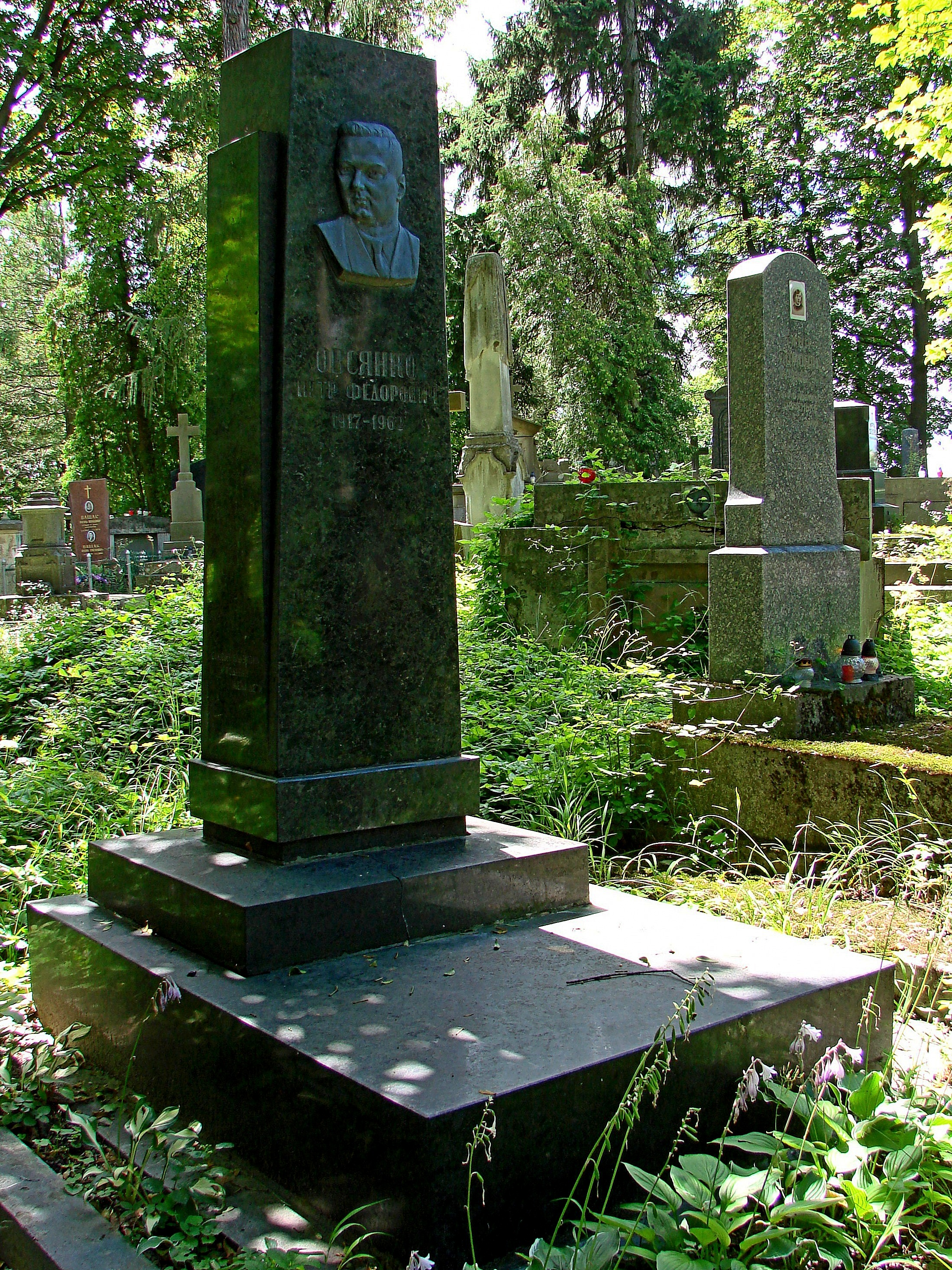

Після демобілізації працював начальником (директором) Львівського бронетанкового (танкоремонтного) заводу № 17.
У 1956 — січні 1958 року — голова виконавчого комітету Львівської міської ради депутатів трудящих Львівської області.
15 січня 1958 — 15 січня 1962 року — 1-й секретар Львівського міського комітету КПУ Львівської області.
Був причетний до справи «львівських текстильників» (розкрадачів соціалістичної власності).
Покінчив життя самогубством. Похований на 57 полі Личаківського цвинтаря у Львові.

## Звання
- інженер-капітан
- інженер-майор (1943)
- інженер-підполковник
- інженер-полковник

## Нагороди
- орден Трудового Червоного Прапора (1958)
- орден Червоного Прапора (11.05.1945)
- два ордени Вітчизняної війни І ст. (22.01.1943, 9.09.1945)
- орден Вітчизняної війни ІІ ст. (6.02.1944)
- три ордени Червоної Зірки (30.08.1943, 15.09.1944, 5.11.1954)
- ордени
- медаль «За оборону Москви» (1.05.1944)
- медаль «За визволення Праги» (9.06.1945)
- медаль «За взяття Будапешта» (9.06.1945)
- медаль «За перемогу над Німеччиною у Великій Вітчизняній війні 1941—1945 рр.» (9.05.1945)
- медаль «За бойові заслуги» (20.06.1949)
- медалі